# 속간

로마의 권표.

속간(束桿) 또는 권표, 파스케스(라틴어: fasces, 라틴어로 "묶음"이란 뜻)는 권력과 사법권, 또는 "통합을 통한 힘"(파쇼)을 상징한다. 속간은 깃발의 문장에서 자주 등장한다.
전통적인 고대 로마의 속간은 하얀 자작나무 막대기를 붉은 가죽띠로 묶으며, 막대기 사이에 옆으로 날이 선 청동 도끼(때로는 두 개나 양날 도끼)를 끼웠다. 속간은 행진 등 여러 행사 상황에서 로마 공화정의 상징으로 썼으며, 이후 로마 황제 권위를 상징하였다. 오늘날에도 유럽문화권에서 정부, 권력 상징으로 사용한다.

## 상징
로마 제국의 멸망 이래 수많은 정부와 여타 정치적 기관들이 속간의 이미지를 권력의 상징으로 썼다. 속간은 로마 공화정의 이미지를 나타내기 위해 사용햬고, 특히 근현대에 옛 공화정과 그 이상의 후계자라고 자처하던 세력들이 그러하였다. 속간(fasces)은 파시즘의 어원이기도 한데, 20세기에 파시스트 이탈리아는 속간을 자신들의 상징으로 이용하였다. 또 1930년대 영국 파시스트 연합에서도 이를 쓴 바 있다. 그러나 만자문과 달리 속간은 서구에서 오랫동안 널리 쓰여, 파시즘의 상징으로 치부되어 외면받지 않았으며, 아메리카 합중국 연방 정부 등 여러 정부는 계속 이 상징을 쓰고 있다.

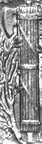
속간과 올리브 가지.
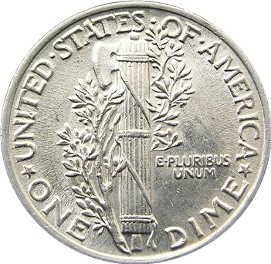
미국 10센트 머큐리 은화 (1916-1945)
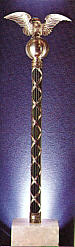
속간을 닮은 미국 하원의 권표.
미국 상원 의장. 바닥에 속간이 교차되어 있다.
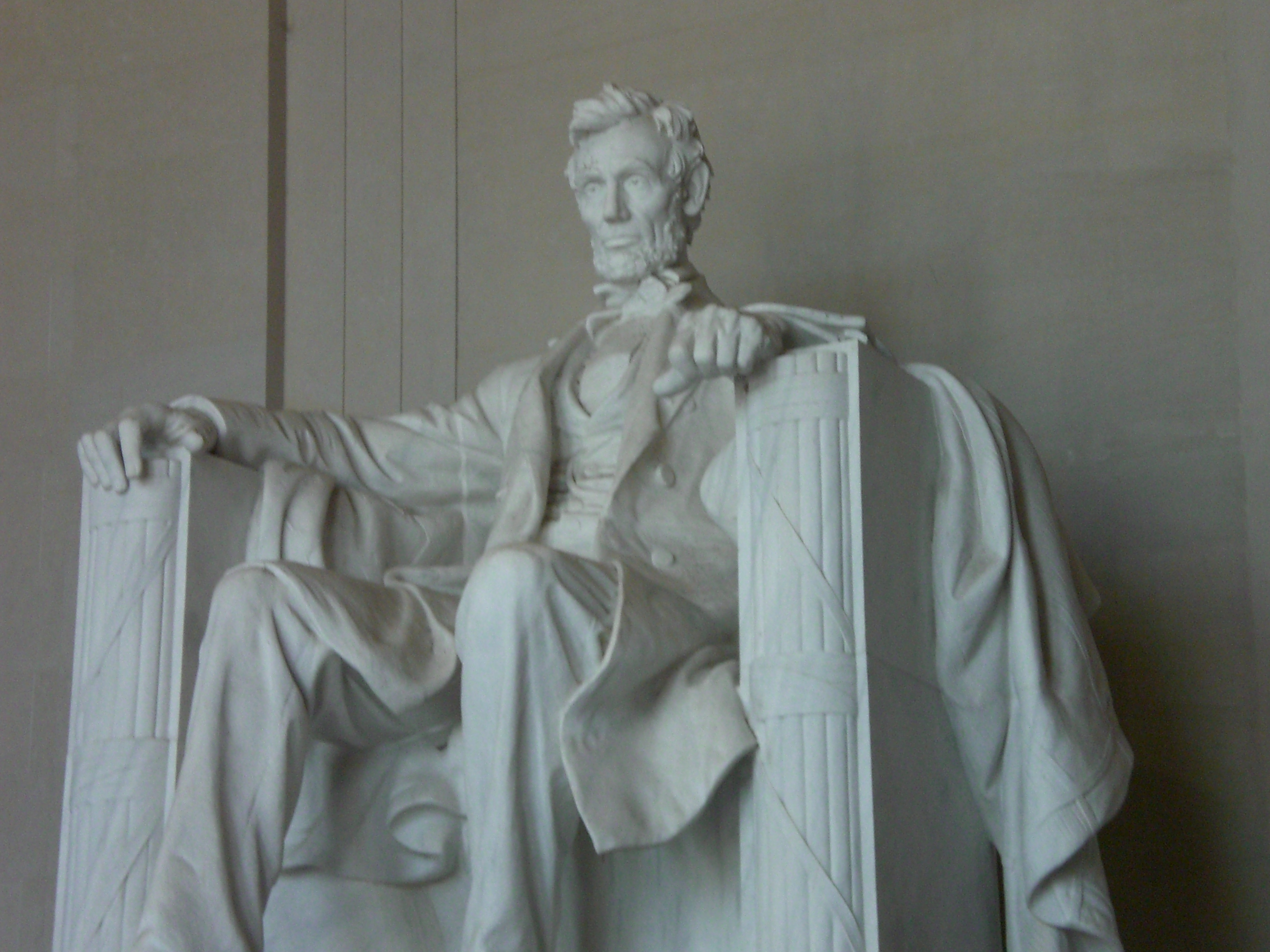
링컨 기념관의 에이브러햄 링컨 조각상 양 팔걸이 앞쪽에 속간이 새겨져 있다.
미국 법무부 행정국의 의장. 종이와 깃털 조각 뒤에 나오는 속간.

## 같이 보기
- 전범기
- 하켄크로이츠
- 대리인들의 방 (사르데냐 왕국)
- 속간과 법인 의회